# Erick Plúas
Erick Alexander Plúas Vera (Huaquillas, Ecuador; 20 de marzo de 2002) es un futbolista ecuatoriano. Juega como centrocampista y su equipo actual es Orense Sporting Club de la Serie A de Ecuador.

## Trayectoria
Se incorporó al plantel juvenil de Orense Sporting Club en 2015 con la sub-14. Donde jugó en las inferiores hasta 2019 cuando S. E. Palmeiras lo llevó a préstamo por un año.
Retornó a Orense en 2021 y ascendió al plantel de primera en 2021.

## Selección nacional

### Categorías inferiores
El 8 de octubre de 2019 se anunció su convocatoria a la Copa Mundial de Fútbol Sub-17 de 2019 en Brasil. 

#### Participaciones en Sudamericanos
| Campeonato                              | Sede      | Resultado    | Partidos | Goles |
| --------------------------------------- | --------- | ------------ | -------- | ----- |
| Sudamericano Sub-15 de 2017             | Argentina | Primera fase | ¿?       | ¿?    |
| Sudamericano Sub-17 de 2019             | Perú      | Cuarto lugar | 8        | 1     |
| Preolímpico Sudamericano Sub-23 de 2024 | Venezuela | Primera fase | 4        | 1     |

#### Participaciones en Copas del Mundo
| Campeonato                  | Sede   | Resultado        | Partidos | Goles |
| --------------------------- | ------ | ---------------- | -------- | ----- |
| Copa Mundial Sub-17 de 2019 | Brasil | Octavos de final | 4        | 0     |

## Estadísticas

### Clubes
Actualizado al último partido disputado el 9 de agosto de 2024.
| Club                   | Div.          | Temporada     | Liga  | Liga  | Liga   | Copas nacionales | Copas nacionales | Copas nacionales | Copas internacionales | Copas internacionales | Copas internacionales | Total | Total | Total  |
| Club                   | Div.          | Temporada     | Part. | Goles | Asist. | Part.            | Goles            | Asist.           | Part.                 | Goles                 | Asist.                | Part. | Goles | Asist. |
| ---------------------- | ------------- | ------------- | ----- | ----- | ------ | ---------------- | ---------------- | ---------------- | --------------------- | --------------------- | --------------------- | ----- | ----- | ------ |
| Orense S. C. · Ecuador | 1.ª           |               |       |       |        |                  |                  |                  |                       |                       |                       |       |       |        |
| Orense S. C. · Ecuador | 1.ª           | 2021          | 1     | 0     | 0      | —                | —                | —                | —                     | —                     | —                     | 1     | 0     | 0      |
| Orense S. C. · Ecuador | 1.ª           | 2022          | 26    | 0     | 2      | 2                | 0                | 0                | —                     | —                     | —                     | 28    | 0     | 2      |
| Orense S. C. · Ecuador | 1.ª           | 2023          | 29    | 0     | 1      | —                | —                | —                | —                     | —                     | —                     | 29    | 0     | 1      |
| Orense S. C. · Ecuador | 1.ª           | 2024          | 17    | 0     | 0      | 1                | 0                | 0                | —                     | —                     | —                     | 18    | 0     | 0      |
| Orense S. C. · Ecuador | Total club    | Total club    | 73    | 0     | 3      | 3                | 0                | 0                | 0                     | 0                     | 0                     | 76    | 0     | 3      |
| Total carrera          | Total carrera | Total carrera | 73    | 0     | 3      | 3                | 0                | 0                | 0                     | 0                     | 0                     | 76    | 0     | 3      |
| 1.                     |               |               |       |       |        |                  |                  |                  |                       |                       |                       |       |       |        |